# Тарт дружок
Тарт дру́жок (англ. Maids of honour tart) або ті́стечко дру́жок (англ. Maids of honour cake) — традиційний англійський десерт, тістечко у вигляді горщику з листкового тіста (тарт) із сирним зерном. Існують рецепти з додаванням джему, мигдалю та мускатнику, а також лимонного курду або заварного крему. Традиційно тістечко складалося з листкового тіста, наповненого підсолодженими сирними згустками (сирне зерно).
Згадка про тарт датується епохою правління короля Генріха VIII, коли він побачив, як дружки королеви їли невідомі тістечка. Він попросив спробувати одне з тістечок, і вони сподобалися йому. Король назвав тістечка на честь дружок королеви. За деякими версіями, король пішов ще далі та ув'язнив дружку, яка приготувала тістечка, аби вона готувала їх виключно для короля. Проте існує інша версія: тарт назвали на честь Анни Болейн, яка й робила ці тістечка для Генріха VIII.
Чайна «The Original Maids of Honour» у К'ю (Лондон) відома з XVIII сторіччя та була відкрита саме для продажу цих тістечок.